# Mebarek Soltani
Mebarek Soltani est un boxeur algérien né le 10 avril 1982 à Boudouaou dans la wilaya de Boumerdès. Mieux connu pour avoir remporté la médaille d'or des poids plumes aux Championnats d'Afrique de 2001, il a représenté l'équipe d'Algérie entre autres aux Jeux olympiques d'été de 2000 et 2004.
Il est le neveu du champion olympique Hocine Soltani.

## Carrière
Il a participé aux Jeux olympiques d'été de 2000 et 2004 pour son pays natal. En 2000, il a été éliminé au premier tour de la compétition des poids mi-mouches (- 48 kg). En 2004, il a été éliminé au premier tour de la division poids mouches (- 51 kg) par le Russe Georgy Balakshin.
Soltani a remporté la médaille de bronze dans la même division aux Jeux africains de 2003 à Abuja, au Nigeria. Il s'est qualifié pour les Jeux d'Athènes en remportant la médaille d'argent au 1er tournoi de qualification olympique africain AIBA 2004 à Casablanca au Maroc. Dans la finale de l'événement, il a perdu contre le combattant à domicile Hicham Mesbahi.

### Palmarès
- Médaillé d'or en catégorie poids mouches aux championnats d'Afrique de boxe amateur 2001 à Port-Louis[1].
- Médaillé d'or en catégorie poids mouches aux Jeux méditerranéens de 2001 à Tunis.
- Médaillé de bronze en catégorie poids mouches aux Jeux africains de 2003 à Abuja.
- Médaillé de bronze en catégorie poids mouches aux  Jeux panarabes de 2004 à Alger.
- Médaillé de bronze en catégorie poids mouches aux championnats d'Afrique de boxe amateur 2003 à Yaoundé.